# Куликовский районный совет
Кулико́вский райо́нный сове́т (укр. Куликівська районна рада) — входит в состав Куликовского района Черниговской области Украины
Административный центр районного совета находится в пгт Куликовка. Почтовый адрес: 16300, Черниговская обл., Куликовский р-н, пгт Куликовка, ул. Щорса, 67, тел. 2-12-07, 2-24-33, факс 2-12-56

## Географическое положение
Расстояние до областного центра:
- по карте — 27 км;
- по железной дороге — 36 км;
- по шоссе — 39 км[3].

Расстояние до столицы Украины по шоссе — 152 км.

## Транспорт
По территории посёлка городского типа проходит автодорога Чернигов — Нежин.
Ближайшая к пгт Куликовке железнодорожная станция — «имени Бориса Олейника» (прежнее название станция «Дроздовка») на участке Чернигов — Нежин Юго-Западной железной дороги.

## Населённые пункты совета
В составе Куликовского района Черниговской области согласно административно-территориальному делению Украины один поселковый совет и 16 сельских советов, 25 населённых пунктов, из них один посёлок городского типа Куликовка и 24 села.